# Henry Clutton
Pour les articles homonymes, voir Clutton.
Henry Clutton, né le 19 mars 1819 et mort le 27 juin 1893, est un architecte anglais de l'époque victorienne.

## Biographie
Formé par Edward Blore, il hérite de l'essentiel de sa clientèle. Il a notamment travaillé avec William Burges et a réalisé de nombreux édifices religieux de style néo-gothique, des églises mais aussi des institutions, et des Country Houses.